# Grotella septempunctata
Grotella septempunctata là một loài bướm đêm thuộc chi Grotella, trong họ Noctuidae. This Moth species can be được tìm thấy ở Bắc Mỹ, from Texas to Colorado.
Sải cánh dài khoảng 21 mm.